# Whiplash
Whiplash, izmišljeni lik iz popularne multimedijalne Mattelove franšize Gospodari svemira, koji se pojavljuje u liniji igračaka, animiranim serijalima i stripovima. Član je Zlih ratnika koje predvodi gospodar uništenja Skeletor. Pojavljuje se u originalnoj Filmationovoj animiranoj seriji, kao i u kasnijim animiranim adaptacijama. U seriji He-Man i Gospodari svemira s početka 2000-ih pojavljuje se u par sa zlim Clawfulom, kao jedan od glavnih sedam Skeletorovih zlih pristaša.

## Povijest lika
Whiplash je zeleni gušteroliki humanoidni gmaz s dugim zelenim repom kojeg koristi kao oružje. Obitava na Zmijskoj planini kao Skeletorov sljedbenik i jedan od Zlih ratnika. Prema jednoj priči, Whiplash je nekadašnji stanovnik Demonske zone koja se nalazi u podzemlju Eternije gdje služi demonskom vladaru Kraalu, a prema drugoj priči, pripadnik je naroda Caligara koji obitava u Subterniji, podzemlju Eternije, odakle je protjeran od strane svog naroda zbog opačina koje je počinio. U izgnanstvu se pridružio Skeletoru i njegovim Zlim ratnicima zbog čega mu pomaže u pokušajima osvajanja dvoraca Sive Lubanje i kraljevske palače Eternosa.
Jedan od glavnih suradnika i prijatelja mu je zli Clawful, koji također radi za zlog gospodara Sekeletora.

## Originalni mini stripoviGospodari svemira
Pojavljuje se prvi put u ministripu "Zveket oružja" (The Clash of Arms, 1983.) u kojem je predstavljen kao jedan od Skeletorovih podlih sljedbenika. U ministripu se bori protiv Fista kojem nanosi ozbiljne udarce do pojave He-Mana koji ga uspijeva savladati. U kasnijim pojavljivanjima u mini stripovima uglavnom se prikazuje kao u prizorima bitaka i sukoba, a ne kao jedan od glavnih protagonista radnje.

## Televizijska adaptacija lika

### He-Man i Gospodari svemira (1983. - 1985.)
Bio je jedan od važnijih sporednih negativaca nakon uvođenja u originalni Filmationov animirani serijal iz 1980-ih. Za razliku od drugih zlikovaca, uz izuzetak Skeletora i Evil-Lyn, koji su većinom bili prikazani kao nesposobni i nedovoljno inteligentni, Whiplash je prikazan kao lukaviji i vještiji suparnik. Priča o njegovom podrijetlu je nedosljedna, jer ga se u tom segmentu prikazalo više kao privrženika demonskog vladara Kraala, nego kao Skeletorova sljedbenika, a diskutabilan je i dio u kojem se tvrdi da može izaći iz podzemne Demonske zone na površinu samo dva puta godišnje.
U jednoj od epizoda pokušao je zavladati Orkovim rodnim planetom Trollom pomoću trolanske magije.

### He-Man i Gospodari svemira (2002. - 2004.)
U obradi He-Mana i Gospodara svemira iz 2000-ih, jedan je od sedam glavnih Skeletorovih zlih ratnika, ali dobio je manju karakterizaciju lika, nego u prethodnom Filmationovom serijalu. Najčešće se pojavljuje uz Clawfula s kojim zajednički surađuje pod patronatom zlog Skeletora. Vrstan je ratnik, pripadnik rase Caligara i po fizičkoj pojavnosti je znatno viši u odnosu na ostale ratnike. Prikazan je kao otpadnik od svoje vrste koji je protjeran iz podzemlja Subternije, nakon čega se pridružio Skeletoru.

### Gospodari svemira: Otkriće (2021. - ....)
Poslije pogiblje He-Mana i Skeletora, nestalo je magije na Eterniji, a dio Skeletorovih ljudi i Zmijsku planinu preuzeo je Tri-Klops koji je osnovao tehnicistički kult Matične Ploče. Whiplash je, poput ostalih sljedbenika kulta, dobio kibernetičke dodatke, kao što je mehanipčko lijevo oko, mehaničke ekstenzije na repu s meteorskim čekičem te oklopnu oplatu u obliku kože.

## Sposobnosti, oružje i moći
Koristi svoj veliki gušteroliki rep kako bi oborio i savladao protivnike ili ih uhvatio na prepad i porazio. Uz to, njegova verzija u obliku Mattelove akcijske igračke koristi i crveno ili narančasto koplje koje je istovjetno koplju kralja Randora.